# Mia Zapata
Mia Katherine Zapata (Chicago, 25 agosto 1965 – Seattle, 7 luglio 1993) è stata una cantante e musicista statunitense, leader della band punk The Gits. Il caso del suo omicidio sconvolse la scena grunge di Seattle e rimase a lungo irrisolto: la cantante fu infatti violentata ed assassinata nella notte del 7 luglio, di ritorno da un locale, e soltanto nel 2004, undici anni dopo l'omicidio, fu trovato e condannato il colpevole dell'aggressione.

## Biografia
Cresciuta a Louisville, nel Kentucky, dove frequentò le scuole fino agli anni del liceo. Già all'età di nove anni imparò a suonare chitarra e pianoforte, influenzata da numerosi artisti punk, jazz, blues e R&B come Bessie Smith, Billie Holiday, Jimmy Reed, Ray Charles, Hank Williams e Sam Cooke.
Nel 1984 Zapata si iscrisse all'Antioch College di Yellow Springs, Ohio, come studentessa di arti liberali e nel settembre del 1986, insieme a tre amici diede vita alla band punk rock The Gits: alcuni anni dopo, nel 1989, la band si trasferì a Seattle nello stato di Washington: Zapata trovò lavoro in un bar e andò a vivere insieme ai membri della band in una casa abbandonata, che chiamarono "The Rathouse" (il manicomio).
Dal 1990 al 1991 i Gits pubblicarono una serie di singoli grazie ad alcune etichette discografiche indipendenti locali. Nel 1992, la band pubblicò il suo album di debutto, Frenching the Bully, dal quale uscirono singoli di successo come "Another Shot of Whiskey", "Second Skin" e "Here's to Your Fuck": da questo momento la loro reputazione aumentò progressivamente all'interno della scena grunge di Seattle, e la band iniziò a lavorare al loro secondo e ultimo album Enter: The Conquering Chicken, pubblicato nel 1993.
Pur venendo da una famiglia benestante, Mia Zapata viveva spesso senza comodità materiali. Come la descrisse suo padre: "Mia [viveva] in due mondi diversi. Viveva su due lati diversi della strada: il lato ordinario da una parte, con scuole parrocchiali, una famiglia benestante e club di tennis. Ma quando attraversava la strada le cose materiali non significavano più nulla per lei.": un lato, questo, facilmente riscontrabile nella stessa musica di Zapata, che parlava spesso del rifiuto del comfort finanziario e del benessere materiale.

### L'assassinio e il processo
Intorno alle 2 del mattino del 7 luglio 1993, Zapata lasciò la Comet Tavern nell'area di Capitol Hill a Seattle. Soggiornò in uno studio nel seminterrato di un condominio situato a un isolato di distanza e visitò brevemente un amico che viveva al secondo piano. Questa è stata l'ultima volta che Zapata fu vista viva: potrebbe aver camminato per alcuni isolati a ovest, o a nord, verso l'appartamento di un amico, o potrebbe aver deciso di dirigersi verso sud per tornare a casa a piedi.
Il corpo di Zapata fu ritrovato vicino all'incrocio tra la 24 Avenue South e South Washington Street intorno alle 3:30 del mattino, nel distretto centrale di Seattle. Era stata picchiata, violentata e strangolata. Si ritiene che abbia incontrato il suo aggressore poco dopo le 2:15. Il suo corpo non fu inizialmente identificato poiché non aveva con sé i documenti: come fu poi rivelato in un episodio del programma televisivo Forensic Files, il corpo della donna fu poi identificata dal medico legale, che era un fan dei Gits ed era stato ai loro concerti. Secondo il medico legale, se non fosse stata strangolata Mia sarebbe comunque morta per le ferite interne subite dal pestaggio.
Zapata è sepolta al cimitero di Cave Hill a Louisville. La comunità musicale di Seattle, comprese le sue band più famose - Nirvana, Pearl Jam e Soundgarden - contribuirono a raccogliere $ 70.000 per assumere un investigatore privato per far luce sull'omicidio e sulla violenza alla cantante: le investigazioni durarono per qualche anno fino al completo prosciugamento dei fondi ed anche dopo, quando l'investigatrice Leigh Hearon continuò comunque a indagare a proprie spese. Nel 1998, dopo cinque anni di indagini, il detective della polizia di Seattle Dale Tallman disse: "Non siamo più vicini a risolvere il caso di quanto non lo fossimo subito dopo l'omicidio".
Il caso rimase dunque irrisolto per un decennio e soltanto nel 2003 il presunto colpevole venne finalmente individuato. Si trattava di Jesus Mezquia, pescatore della Florida originario di Cuba: l'uomo venne arrestato e accusato dell'omicidio di Zapata sulla base delle prove del DNA. Un profilo del DNA dell'uomo, infatti, fu estratto dalla saliva trovata nei segni di morsi sul corpo di Zapata e tenuto in cella frigorifera fino allo sviluppo della tecnologia STR per l'estrazione completa di DNA (il DNA di Mezquia è entrato nel database nazionale del CODIS, il database americano di DNA dell'FBI, dopo essere stato arrestato per furto con scasso e abusi domestici nel 2002). L'uomo aveva precedenti di violenza ai danni di donne, con numerose accuse da parte delle sue ex-fidanzate e di sua moglie per violenza domestica, aggressioni sessuali e percosse.
Mezquia non ha mai testimoniato in sua difesa e ha sempre sostenuto la sua innocenza. L'ipotesi più accreditata è che abbia visto Zapata lasciare il bar e l'abbia seguita a breve distanza prima di aggredirla. La donna indossava le cuffie auricolari che le coprivano le orecchie impedendole di accorgersi del pericolo fino a quando Mezquia non l'ha afferrata e trascinata nella sua macchina, dove l'ha stuprata e malmenata sul sedile posteriore. Mezquia è stato condannato nel 2004, inizialmente a 37 anni di carcere e poi, dopo aver presentato ricorso, ad una pena definitiva di 36 anni. Fu incarcerato nel gennaio 2003 ed è morto in un ospedale di Washington il 21 gennaio 2021, all'età di 66 anni.

### L'organizzazione anti-violenza Home Alive
In seguito all'omicidio di Zapata, i suoi amici e amiche hanno creato un gruppo di autodifesa chiamato Home Alive. Home Alive ha organizzato concerti di beneficenza e pubblicato album con la partecipazione di molte band, tra cui Nirvana, Pearl Jam, Soundgarden, Heart e i Presidents of the United States of America. La cantante e chitarrista americana Joan Jett ha persino registrato un album con i membri sopravvissuti dei Gits chiamato Evil Stig ("Gits Live" al contrario). Gli istruttori del gruppo Home Alive hanno inoltre offerto una serie di corsi, dalla gestione della rabbia, al corretto uso dello spray al peperoncino fino alle arti marziali per autodifesa.